# Jewgeni Markowitsch Schwidler
Jewgeni Markowitsch Schwidler (russisch Евгений Маркович Швидлер, englisch: Eugene Shvidler; * 23. März 1964 in Ufa, Russland) ist ein US-amerikanisch-russischer Unternehmer und Oligarch. Er erwarb sein Milliardenvermögen während der Privatisierung der russischen Industrie in den 1990er Jahren.

## Leben
Schwidler ist ursprünglich Ölingenieur. Er erwarb einen MBA-Titel an der Fordham University in den USA und arbeitete bei der Beratungsfirma Deloitte. Im Jahr 1994 wurde er US-Bürger. Zusammen mit Roman Abramowitsch startete er das russische Erdölhandelsunternehmen Runicom S.A. 1995 übernahmen sie die Kontrolle über den russischen Ölkonzern Sibneft, dessen Präsident Schwidler 1998 wurde.  2005 wurde Sibneft von Gazprom übernommen.
 
Laut Forbes beträgt sein Vermögen 1,3 Milliarden US-Dollar (Stand: Mai 2017).

## Sonstiges
Schwidler, der jüdischer Herkunft ist, unterstützt seit 2016 ein Forschungsprojekt zur Geschichte der Juden in der ehemaligen Sowjetunion.
Schwidler ist Eigentümer der Luxusyacht Le Grand Bleu.